# Народно-демократична партія Афганістану
Народно-демократична партія Афганістану (НДПА; дарі حزب دموکراتيک خلق افغانستان Hezb-e dimūkrātĩk-e khalq-e Afghānistān, пушту د افغانستان د خلق دموکراټیک ګوندد Da Afghanistān da khalq dimukrātīk gund) — марксистська партія, що існувала в Афганістані у 1965—1992 роках (в останні 2 роки свого існування мала назву «Ватан» (حزب وطن, Hezb-e Watan — «Вітчизна»)).

## Історія
Заснована 1 січня 1965 року журналістом Нур Мухаммедом Таракі. У 1967 році в партії стався розкіл на радикальну фракцію «Хальк» (перс. خلق — «Народ») та більш помірковану «Парчам» (перс. پرچم — «Прапор»), яку очолив Бабрак Кармаль.
У 1978 році офіцери — члени НДПА здійснили Саурську революцію та привели партію до влади. На цей момент партія налічувала 18 тисяч членів. Помилки у проведенні НДПА соціально-економічних реформ спричинили масове невдоволення в країні та зростання збройного спротиву. В партії загострилась фракційна боротьба, в результаті чого 1 липня 1978 року лідер парчамістів Бабрак Кармаль був усунутий від займаної посади і призначений послом у ЧРСР. Окрім того, в результаті внутрішньопартійних інтриг у вересні 1979 року Таракі був усунутий від влади та невдовзі вбитий за розпорядженням нового лідера партії Хафізулли Аміна. Через політичну нестабільність в державі НДПА залучила радянські війська, що призвело до Афганської війни 1979—1989 років. В ході операції, проведеної силами радянських загонів спеціального призначення 27 грудня 1979 року, Амін був убитий, а до влади у партії приведений промосковськи орієнтований Кармаль.
Під впливом «перебудови» в СРСР партія відмовилась від низки базових пунктів ідеології й пішла на компроміс зі збройною опозицією. У 1990 році на другому з’їзді партії (18-й пленум) НДПА змінила свою теоретичну базу, прийняла новий маніфест і змінила назву на «Ватан» («Вітчизна»). Партія «Ватан» правила в Афганістані до 1992 року. Після розпаду СРСР і втрати радянської допомоги, партія втратила і владу й саморозпустилась. Частина прибічників фракції «Парчам» (головним чином непуштуни) приєдналась до загонів Ахмад Шах Масуда, а колишні халькісти і пронаджибівські парчамісти пішли на союз із Хекматіаром.
У 2002 році на базі партії «Ватан» була створена Афганська демократична партія Ватан.